# Dietrich-Bonhoeffer-Kirche (Wenzenbach)

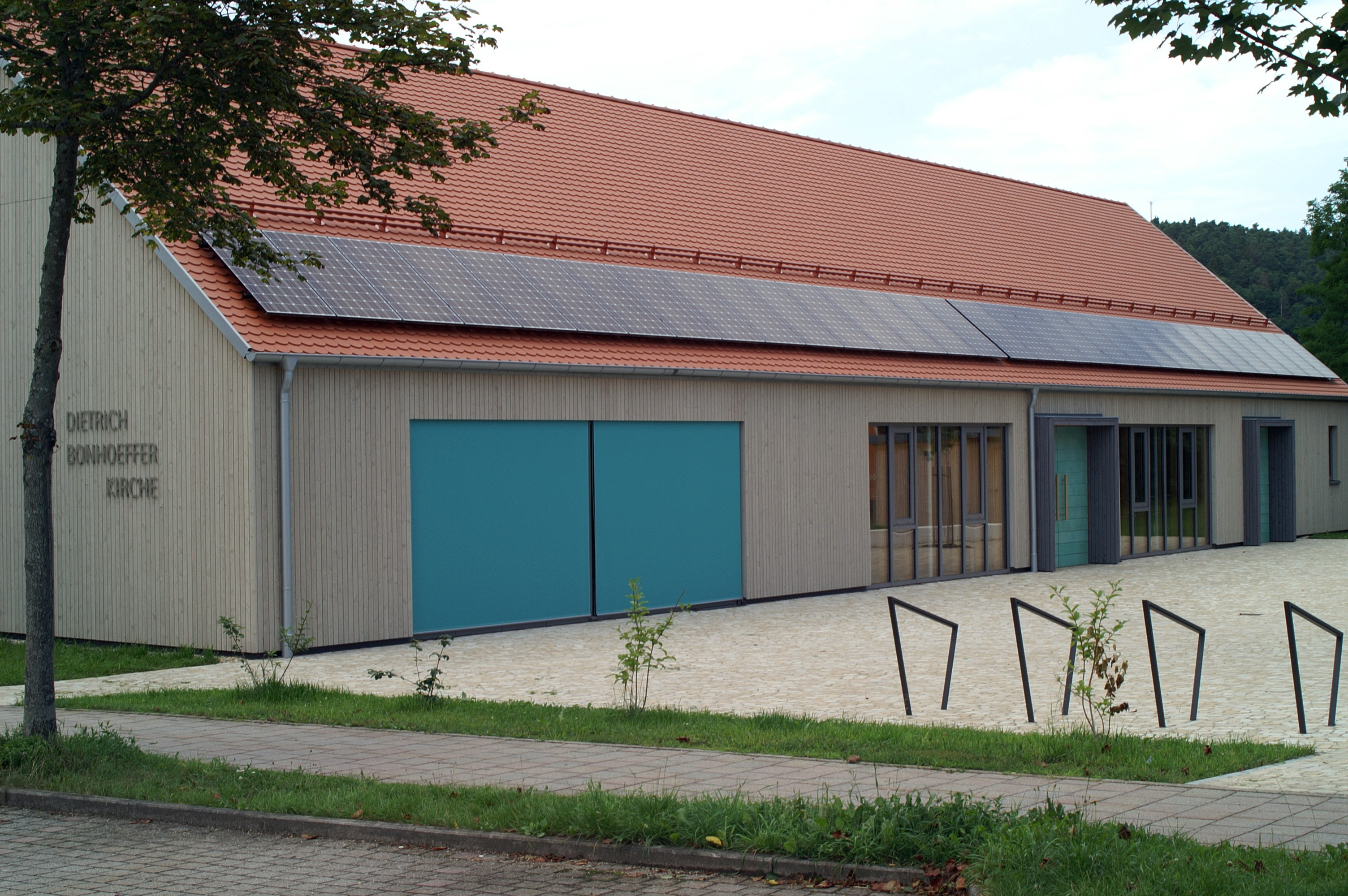
Außenansicht

Die Dietrich-Bonhoeffer-Kirche ist eine evangelisch-lutherische Filiale der Pfarrei Regenstauf und befindet sich in der Bahnhofstraße 10, nahe dem Rathaus in Wenzenbach.

## Geschichte

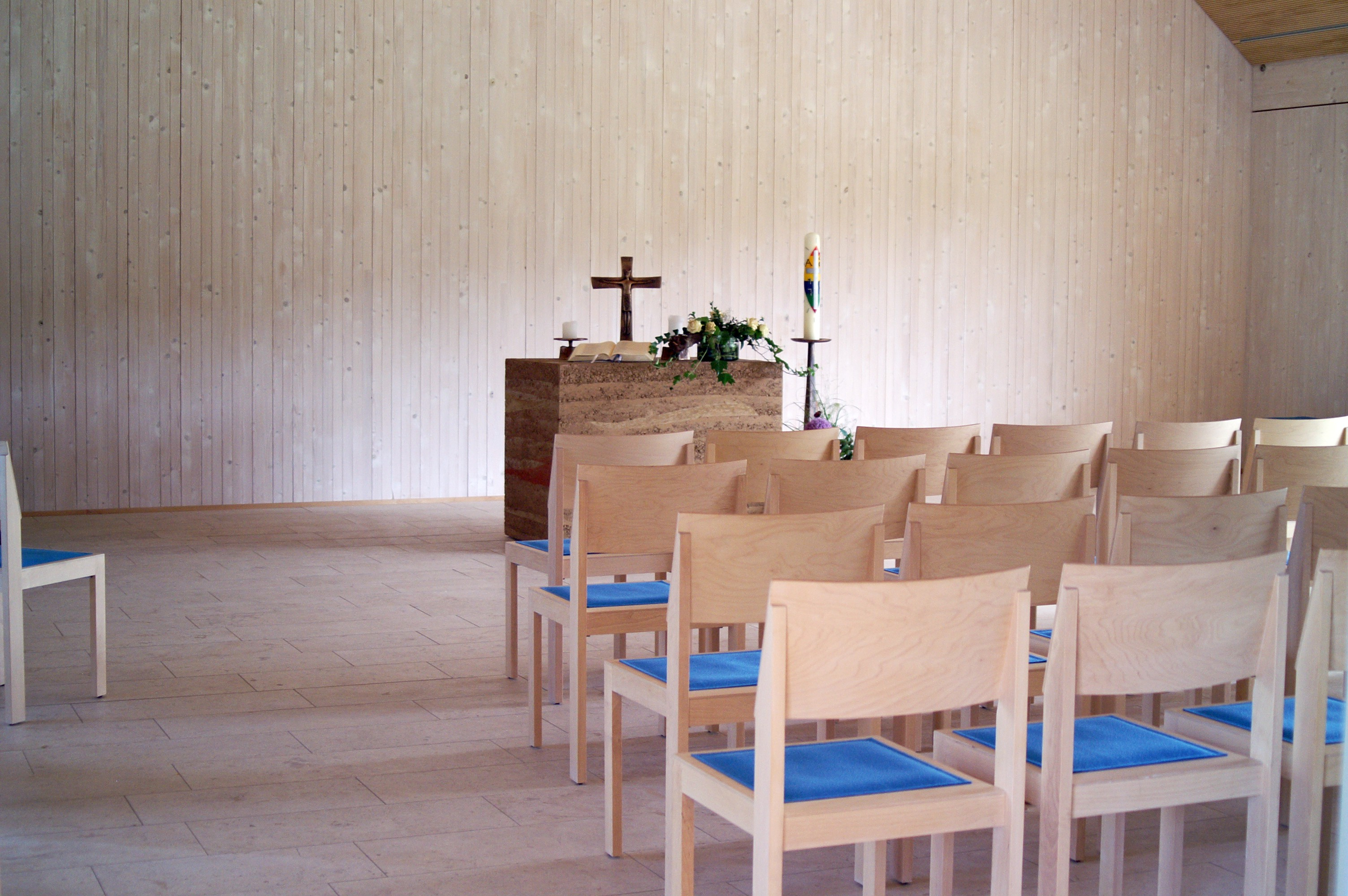
Innenansicht

Durch den Zuzug von evangelischen Neubürgern nach Wenzenbach war es nach einem langjährigen Provisorium nötig geworden, eine evangelische Kirche zu bauen. Der Verteilungsausschuss der bayerischen Landeskirche hatte am 5. Dezember 2014 den Plänen zugestimmt und dafür die nötigen Mittel bewilligt.
Die Grundsteinlegung fand am 31. Oktober 2015, dem Reformationstag statt. Bereits im Dezember des gleichen Jahres wurden die Wände errichtet und das Dach fertiggestellt. Die Innenarbeiten und die Außenanlage mit Vorplatz konnten bis Ende Juni 2016 fertiggestellt werden. Am 3. Juli 2016 wurde die Kirche geweiht. 2021 wurde eine Nisthilfe für Störche auf dem Dach des Glockenturms angebracht.

## Baubeschreibung
Die Kirche ist ein eingeschossiges Mehrzweckgebäude in Massivholzbauweise, unter Verwendung vorgefertigter Teile, mit 33 m Länge und 11 m Breite. Im Inneren befindet sich der Kirchenraum mit 90 Sitzplätzen, der zusammen mit dem Gemeindesaal auf 150 Plätze erweitert werden kann. In der Raumschale ist noch ein Gruppenraum, zwei Büroräume, eine Teeküche, Sanitärräume und ein Foyer untergebracht. Zur Beheizung des Niedrigenergiehauses reicht eine Heizung, die die Erdwärme nützt. Zusätzlich wurde eine Photovoltaikanlage installiert. Zentraler Punkt im Kirchenraum ist ein erdfarbener Block aus Stampflehm, etwa eineinhalb Tonnen schwer. Er wurde vor Ort angefertigt.

## Orgel

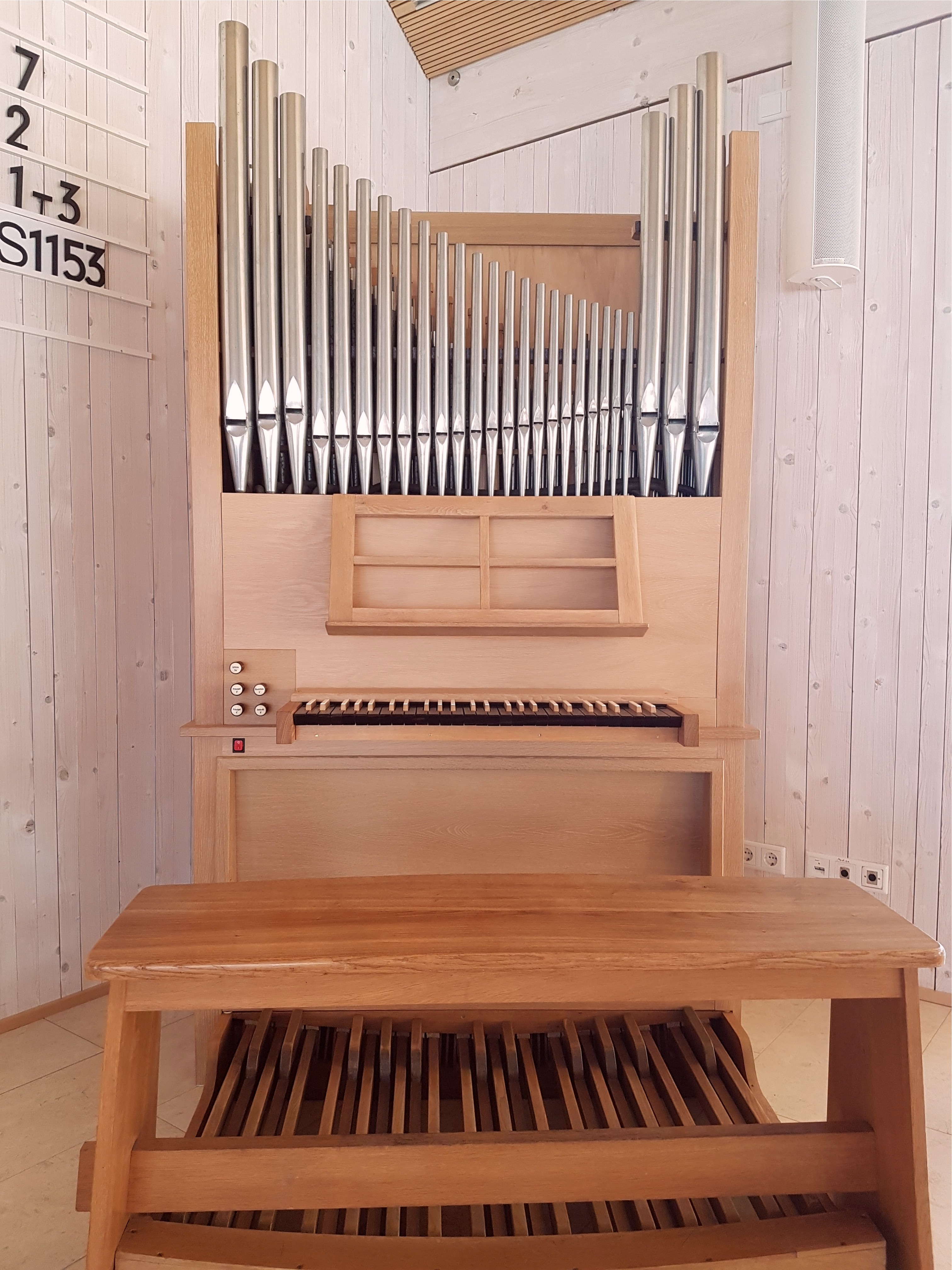
Orgel

Seit dem 20. April 2019 verfügt die Kirche über eine mechanische Schleifladen-Orgel erbaut von Richard Rensch (1964), die von Orgelbau Rainer Kilbert transferiert und umdisponiert wurde. Sie hat folgende Disposition:
| Manual C–f3 |            |       |
| 1.          | Gedackt    | 8′    |
| 2.          | Prinzipal  | 4′    |
| 3.          | Blockflöte | 4′    |
| 4.          | Prinzipal  | 2′    |
| 5.          | Sifflöte   | 1 ⁄3′ |

| Pedal C–d1 |
| angehängt  |

## Glocke

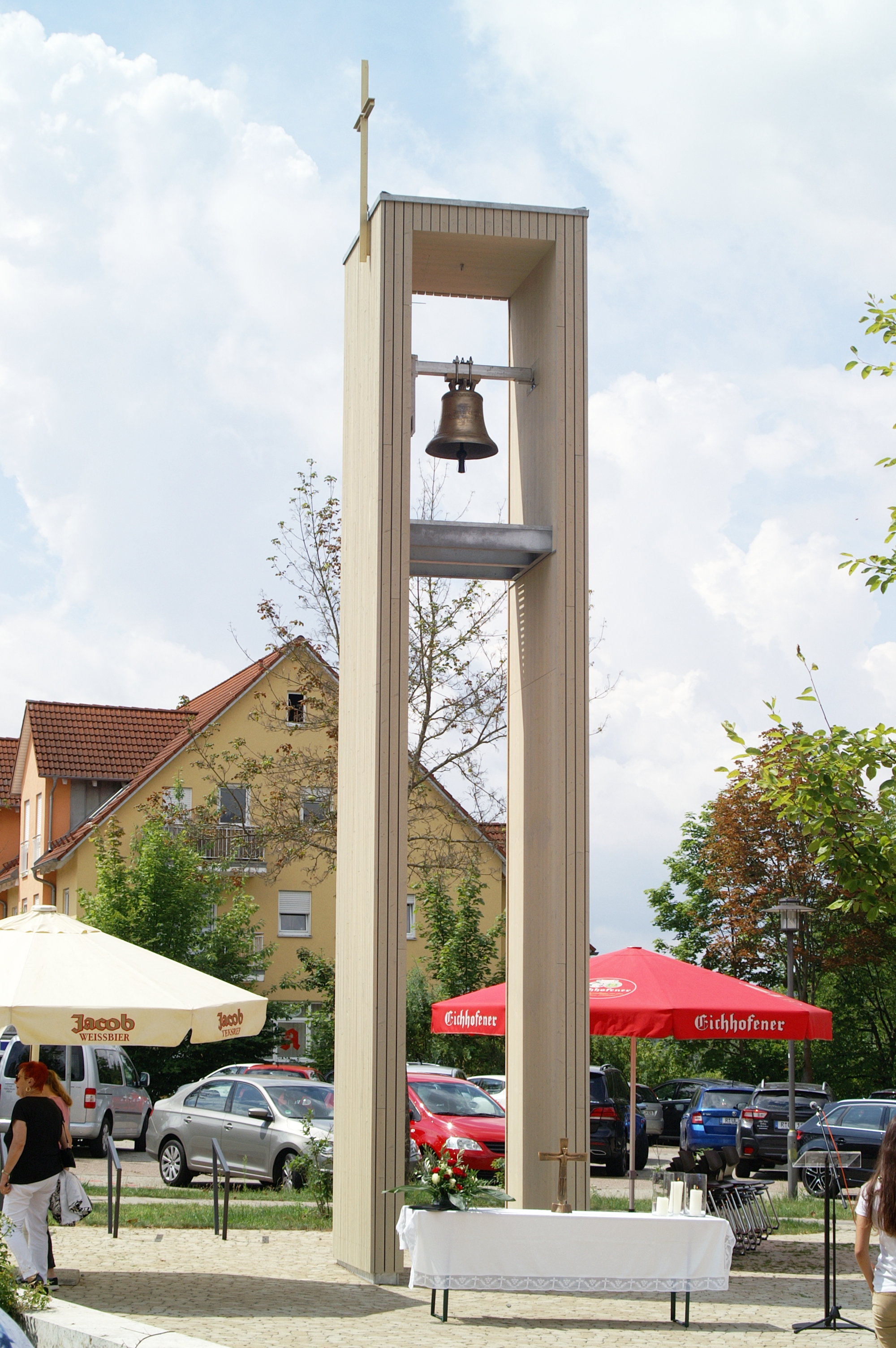
Der Glockenturm, kurz nach der Weihe

Im Sommer 2017 wurde ein Glockenturm am Kirchplatz ergänzt. In ihm wurde eine Glocke montiert, die von der Firma Perner angefertigt wurde. Die Glocke hat 155 kg und erklingt auf den Schlagton e2. Der Glockenspruch lautet: „Gott, lass meine Gedanken sich sammeln zu dir.“ Auf der gegenüber liegenden Seite ist der Name der Kirche und das Gussjahr zu lesen. Sie wird über einen speziellen Linearmotor für Glocken in Schwingung versetzt. Die Glocke wurde am 21. Juli 2019 von Dekan Herrmann aus Regensburg in einem Freiluftgottesdienst geweiht.

## Auszeichnung
Die Kirche wurde mit dem Holzbaupreis 2018 ausgezeichnet.